# Campionati mondiali di pattinaggio di velocità su distanza singola 2025 - 3000 m femminili
L'evento dei 3000 m femminili dei campionati mondiali di pattinaggio di velocità su distanza singola 2025 si è svolto il 13 marzo 2025 al Vikingskipet di Hamar, in Norvegia.

## Risultati
| Pos | Pair | Corsia | Atleta                 | Nazione     | Tempo   | Diff   |
| --- | ---- | ------ | ---------------------- | ----------- | ------- | ------ |
| 1   | 9    | i      | Joy Beune              | Paesi Bassi | 4:00.39 |        |
| 2   | 8    | i      | Martina Sáblíková      | Rep. Ceca   | 4:00.57 | +0.18  |
| 3   | 8    | o      | Merel Conijn           | Paesi Bassi | 4:01.22 | +0.83  |
| 4   | 9    | o      | Ragne Wiklund          | Norvegia    | 4:01.23 | +0.84  |
| 5   | 10   | o      | Francesca Lollobrigida | Italia      | 4:02.56 | +2.17  |
| 6   | 6    | o      | Valérie Maltais        | Canada      | 4:03.06 | +2.67  |
| 7   | 10   | i      | Isabelle Weidemann     | Canada      | 4:04.29 | +3.90  |
| 8   | 5    | i      | Ivanie Blondin         | Canada      | 4:04.79 | +4.40  |
| 9   | 6    | i      | Marijke Groenewoud     | Paesi Bassi | 4:04.93 | +4.54  |
| 10  | 4    | i      | Nikola Zdráhalová      | Rep. Ceca   | 4:05.09 | +4.70  |
| 11  | 7    | o      | Yang Binyu             | Cina        | 4:06.25 | +5.86  |
| 12  | 7    | i      | Momoka Horikawa        | Giappone    | 4:07.83 | +7.44  |
| 13  | 5    | o      | Josie Hofmann          | Germania    | 4:08.44 | +8.05  |
| 14  | 1    | i      | Han Mei                | Cina        | 4:08.66 | +8.27  |
| 15  | 4    | o      | Ahenaer Adake          | Cina        | 4:09.81 | +9.42  |
| 16  | 3    | i      | Sandrine Tas           | Belgio      | 4:10.39 | +10.00 |
| 17  | 3    | o      | Maira Jasch            | Germania    | 4:12.76 | +12.37 |
| 18  | 2    | i      | Mia Manganello         | Stati Uniti | 4:15.20 | +14.81 |
| 19  | 2    | o      | Alice Marletti         | Italia      | 4:17.04 | +16.65 |
| 20  | 1    | o      | Kaitlyn McGregor       | Svizzera    | 4:17.62 | +17.23 |